# Deneb
A Deneb (Alfa Cyg, Alfa Cygni, α Cygni) a Hattyú csillagkép legfényesebb csillaga.
Róla nevezték el az Alfa Cygni típusú változócsillag kategóriát.

## Leírása
A Deneb színképtípusa A2. Átmérője a Napénak 200-szorosa. (Ha a Naprendszerben helyezkedne el, majdnem a Föld pályájáig érne).
A Deneb távolsága bizonytalan. A legvalószínűbb minimális érték 1500 fényév. Ez alapján az abszolút fényessége -7,5 magnitúdó. (egyes források 1600-1700 fényéves távolságot adnak meg). Ha ezt az 1500 fényéves távolságot adottnak vesszük, akkor a Deneb egyetlen szeptemberi éjszaka alatt annyi fényt sugároz ki, mint a mi Napunk száz év alatt.
Egyes becslések szerint a távolsága 2100 vagy akár 2600 fényév is lehet. Ezek alapján a Deneb 160 000-szer fényesebb a Napunknál.
A magjában már elhasználódott a hidrogén. James Kaler szerint a Deneb 100 000-szeres anyagmennyiséget veszít a Napunkhoz viszonyítva, ez azonban nem akadályozza meg, hogy csillagászati távlatban rövid időn belül szupernovává váljék.
Róla nevezték el az Alfa Cygni típusú kategóriát.

## Nevének eredete
Neve az arab dhanab szóból származik, jelentése: farok. A Deneb tehát a Hattyú csillagkép farkát jelképezi. (Maga a Deneb szó több más csillag nevében is előfordul „farok” jelentéssel: Denebola (az oroszlán farka - Oroszlán csillagkép), Deneb Kaitos (a cet farka, Cet csillagkép), Deneb Algiedi (az egyszarvú farka - Bak csillagkép).
A középkori arabok még a „dhanab al-dadzsadzsa” nevet használták, aminek jelentése: „a tyúk farka”, manapság azonban hattyúként gondolunk rá.
Ezer évvel korábban az arabok még az „al-ridf” nevet használták a Denebre. Paul Kunitzsch fordítása szerint ennek jelentése: „aki a lovas mögött ül”, vagy: „a követő”. R. H. Allen úgy fordította: „a leghátsó”. Kunitzsch megjegyzi, hogy ez a megnevezés a Deneb helyzetére vonatkozhat a Delta, Gamma, Epsilon és Zeta Cygnihez viszonyítva, amik neve „al-fawarisz”, vagyis „a lovasok”. Az „al-ridf” névből alakult ki a Denebre régebben alkalmazott név: Arided.

## Megjelenése a kultúrában
- A Hatalomérzet (angolul: The Feeling of Power) Isaac Asimov tudományos-fantasztikus novellája. Ebben a Földi Föderáció háborúban áll a Denebbel.
- Az Uncommon Sense Hal Clement 1945-ös tudományos-fantasztikus novellája. A novella 1996-ban visszamenőleg megkapta az 1946-os Hugo-díjat a „Best Short Story” kategóriában.[3]

- Az AMD 45 nanométeres technológiájával készült 4 magos processzorainak jó része egy Deneb kódnevű lapkára épül.